# Канатная улица (Одесса)
Кана́тная у́лица — в Одессе, в историческом центре города. От одесского порта до проспекта Гагарина.

## История именования улицы
Первоначальное название улицы — Канатная — появляется в 1817 году. Такое название улице дали потому, что на ней находились два канатных завода — Мешкова и Новикова. Первый был расположен по левой стороне Базарной улицы почти что до будущей улицы Белинского (ныне — Леонтовича). Второй располагался вдоль Канатной от Греческой улицы до улицы Жуковского.
Переименование улицы произошло в 1909 году — в честь 200-летия Полтавской битвы улицу назвали улица Полтавской Победы (смотрите План г. Одессы 1916 г.).
В 1920 году улица была названа в честь первого председателя ВЦИК Советов Я. М. Свердлова.
В период румынской оккупации улице вернули её изначальное название — Канатная. После восстановления в городе советской власти улица вновь стала называться Свердлова. Наименование Канатная было возвращено 18 августа 1994 года.

## Достопримечательности
- Сабанские казармы (д. 23)
- Доска художнику М. Жуку (д. 76)[1]

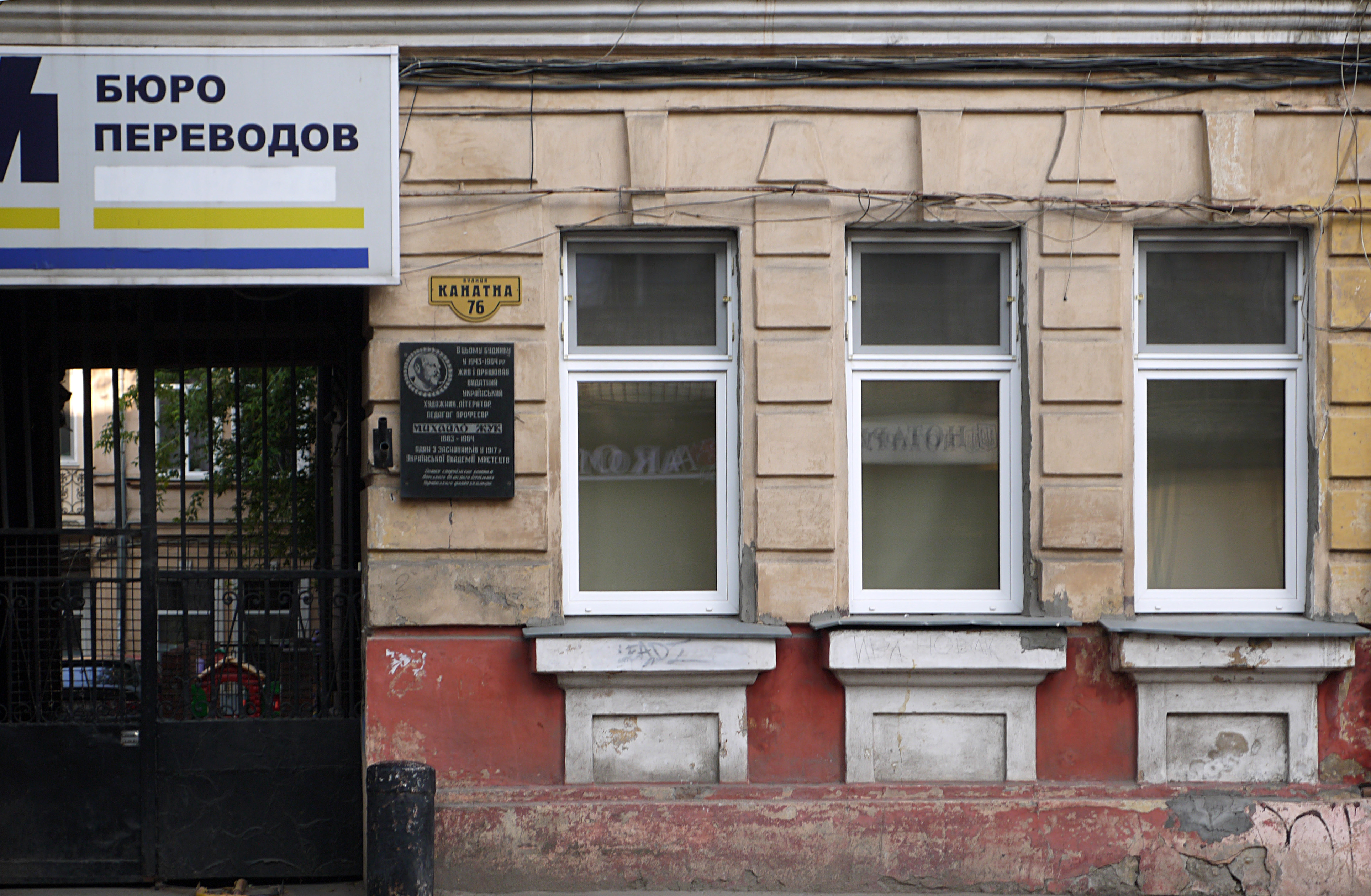
Д. 76

- Барельеф Маршала Советского Союза Г. К. Жукова (д. 87, демонтирован в рамках декоммунизации с разрешения начальника Одесского квартирно-эксплуатационного отдела Министерства обороны Украины подполковника Д. Конюхова)[2]